# Neu Kaliß
Neu Kaliß es un municipio situado en el distrito de Ludwigslust-Parchim, en el estado federado de Mecklemburgo-Pomerania Occidental (Alemania), a una altitud de 16 metros. Su población a finales de 2016 era de 1968 habs. y su densidad poblacional, 58 hab/km².
Se encuentra sobre la orilla norte del río Elba que lo separa del estado de Baja Sajonia.